# 柯尼希斯维森
柯尼希斯维森是奥地利上奥地利州弗赖施塔特县的一个市镇。总面积73.4平方公里，总人口3195人，人口密度43.5人/平方公里（2005年）。